# Salímetre

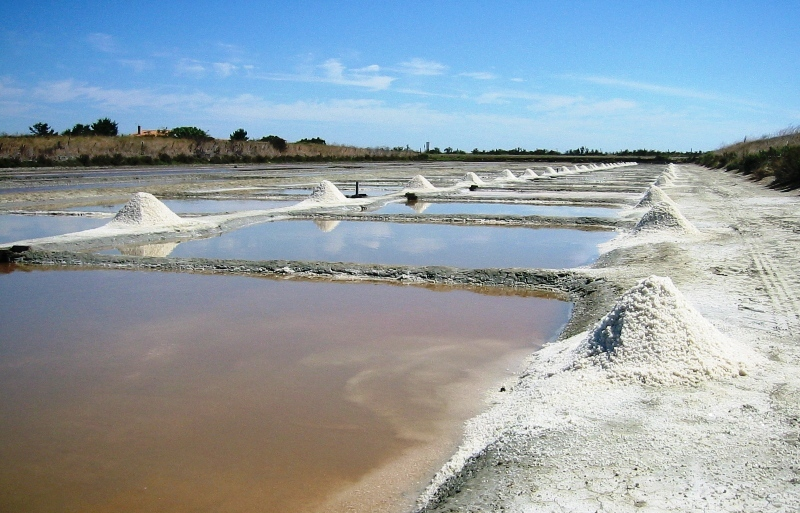
Els salímetres s'empren en les salines per a controlar la concentració de sal en els estanys

Un salímetre és un hidròmetre dissenyat per a determinar la concentració de sal, habitualment clorur de sodi, de les solucions aquoses.